# Партизански отряд „Васил Левски“
Партизански отряд „Васил Левски“ е подразделение на Седма Хасковска въстаническа оперативна зона на Народоосвободителна въстаническа армия (НОВА) по време на комунистическото партизанско движение в България (1941-1944). Действа в Гърция и в района на Ивайловград.
Създаден началото на юли 1944 г. на гръцка територия. Двадесет и шест български войници дезертират и се присъединяват към 81- и Гръцки партизански полк на ЕЛАС. Включени са в състава му като Български партизански отряд „Васил Левски“. Разраства се с нови бойци и достига 60 партизани. Командир на отряда е Костадин Гемеджиев., политкомисар Ангел Марин, четен командир Стою Белкин.
На 5 юли 1944 г. блокира два гранични военни поста. На 23 август разрушава железопътен мост в района на с. Коваджик, Ференско. На 25 август, съвместно с подразделения на 81- и Гръцки партизански полк напада немския гарнизон в гр. Софлу. Провежда акции с цел убийството на гръцки колаборационисти и превзема с. Лавра, с. Томакьой, с. Пальо и с. Казанджидере.
В края на август се придвижва на българска територия. Преминава в оперативно подчинение на НОВА и снабдява с оръжие Партизански отряд „Асен Златаров“.
На 9 септември 1944 г. участва при вземането на властта от ОФ в Ивайловград и Крумовград.